# Frank Russell (Schauspieler)
Frank Russell (* 1857; † 12. August 1925) war ein US-amerikanischer Schauspieler.

## Leben
Frank Russell begann seine Karriere 1898 mit der Rolle des Jesus Christus in dem Film The Passion Play of Oberammergau. Er sollte danach noch in 5 weiteren Filmen mitspielen.

## Filmografie
- 1898: The Passion Play of Oberammergau
- 1912: A Dreamland Tragedy
- 1912: A Man
- 1913: Gold Is Not All
- 1915: Our Daily Bread
- 1916: The Witch